# Thomas Vermaelen
Thomas Vermaelen (wym. [ˈtoː.mɑs ˌvər.ˈmaː.lə(n)]; ur. 14 listopada 1985 w Kapellen) – belgijski piłkarz który występował na pozycji obrońcy. Wielokrotny reprezentant Belgii.
Uczestnik Mistrzostw Świata w 2014 oraz Mistrzostw Europy w 2016 i Mistrzostw Europy w 2020 roku.
W swojej karierze występował w takich klubach jak: FC Barcelona, Arsenal czy Ajax Amsterdam.

## Kariera klubowa

### Wczesna kariera
Vermaelen jest wychowankiem klubu Germinal Ekeren, który potem zmienił nazwę na Germinal Beerschot Antwerpia. Grał w tym zespole w drużynach juniorskich.

### AFC Ajax
Vermaelen dołączył do akademii holenderskiego Ajaxu Amsterdam. Zadebiutował 15 lutego 2004 roku w wygranym 0:2 wyjazdowym meczu z FC Volendam. 15 lutego 2004 zadebiutował w Eredivisie w wyjazdowym spotkaniu z FC Volendam wygranym przez Ajax 2:0. Był to jego jedyny mecz w tamtym sezonie w lidze, miał więc niewielki udział w wywalczeniu mistrzostwa Holandii. W sezonie 2004/2005 został wypożyczony do RKC Waalwijk, w którym wystąpił w 13 meczach, strzelił 2 gole i zajął z RKC 9. miejsce.
Jego kariera zaczęła brać tempa dopiero, gdy wrócił do Ajaksu i wygrał Puchar Holandii. Występy w tym sezonie zaowocowały powołaniem do reprezentacji Belgii. W następnym sezonie Ajax wygrał Tarczę Johana Cruijffa i kolejny Puchar Holandii. W 2007 po raz drugi z rzędu zdobył Tarczę Johana Cruijffa. Jego partnerem w obronie na początku był John Heitinga – absolwentem akademii Ajaxu, a później, kiedy Heitinga wyjechał do Atlético Madryt do Hiszpanii, stał się nim Jan Vertonghen. Po odejściu Klaasa-Jana Huntelaara w połowie sezonu 2008/2009, Vermaelen został kapitanem Ajaksu. Był nim przez pozostałą część sezonu, gdzie grał głównie jako lewy obrońca.

### Arsenal

#### 2009-10
Vermaelen dołączył do Arsenalu za wstępną opłatą 10 milionów euro (wzrosła ona potem do 12 milionów euro). 19 czerwca 2009 roku, podpisał czteroletni kontrakt. Po tym, jak Kolo Touré opuścił Arsenal i przeniósł się do Manchesteru City, Vermaelen przejął jego koszulkę z numerem 5 i wraz z Williamem Gallasem utworzyli świetny duet obrońców Arsenalu. Vermaelen zadebiutował w Premier League 15 sierpnia 2009 roku w wygranym 1-6 wyjazdowym meczu z Evertonem i strzelił w nim gola w 37. minucie. Został 84. graczem Arsenalu, który zdobył bramkę w swoim debiucie. Następnie strzelił dwie bramki przeciwko Wigan Athletic w zwycięskim spotkaniu 4-0.
Fani Arsenalu dwa razy z rzędu głosowali na niego i zostawał Graczem Miesiąca i zaczęli go nazywać „Verminatorem”. Potem jednak strzelił samobójczego gola w meczu na własnym boisku z Chelsea, po dośrodkowaniu Ashley'ego Cole. Mecz zakończył się przegraną 0:3 na Emirates Stadium.
Vermaelen stał się znany jako obrońca, który często strzela bramki. Strzelił ich wiele w pierwszej połowie sezonu 2009/2010. W uznaniu za jego zasługi, został nominowany do nagrody belgijskiego Sportowca Roku. Vermaelen zakończył sezon z 45 meczami i ośmioma golami we wszystkich rozgrywkach na swoim koncie.

#### 2010-11
W przedsezonowych meczach sezonu 2010/2011 Vermaelen był kapitanem Arsenalu w meczu z A.C. Milanem na Emirates Cup, gdyż w składzie nie było pierwszego kapitana Cesca Fàbregasa, ani wicekapitanów Manuela Almunii i Robina van Persiego. Vermaelen zagrał we wszystkich trzech pierwszych meczach Arsenalu, zanim doznał kontuzji ścięgna Achillesa podczas zgrupowania reprezentacji Belgii.
27 stycznia 2010 w zremisowanym 0:0 meczu z Aston Villą doznał kontuzji i w 35. minucie spotkania został zmieniony przez Sola Campbella. Trener Arsenalu Arsène Wenger poinformował, że problem ze ścięgnem Achillesa nie pozwoli mu zagrać przez nieznany im czas. 17 marca 2011 r. Wenger potwierdził, że Vermaelen opuści resztę sezonu z powodu nowej kontuzji, jednak 28 kwietnia zagrał 90 minut w swoim pierwszym meczu po ośmiu miesiącach przerwy. Spotkanie zostało rozegrane przeciwko Manchesterowi United  na Old Trafford. 8 maja został powołany do 18-osobowego składu Arsenalu, który udał się na mecz rozgrywany ze Stoke City na stadionie Britannia. Jednak Vermaelen usiadł na ławce rezerwowych i nie wszedł na boisko w tym spotkaniu. 15 maja w końcu powrócił na mecz Arsenalu z Aston Villą, który ostatecznie przegrali 2-1. Vermaelen rozegrał w tym spotkaniu pełne 90 minut.

#### 2011-12
Po transferze Cesca Fàbregasa do Barcelony w sierpniu 2011 roku Vermaelen został wicekapitanem Arsenalu, a Robin van Persie kapitanem. W dniu 6 września 2011 r. Vermaelen przeszedł leczenie ścięgna Achillesa, które wykluczyło go z gry na sześć tygodni. W dniu 18 października 2011 podpisał przedłużenie kontraktu, aby został w klubie przez jeszcze cztery lata. Powrócił na długo oczekiwany mecz z Boltonem Wanderers w czwartej rundzie Pucharu Ligi, gdzie poprowadził swoją drużynę do zwycięstwa 2:1 na Emirates Stadium. Doznał podejrzenia kontuzji łydki w 84. minucie, ale ku uldze Arsenalu okazało się, że to był tylko skurcz. 1 listopada Vermaelen rozpoczął swój pierwszy od trzech miesięcy mecz Ligi Mistrzów przeciwko Marsylii. Odegrał w nim kluczową rolę w utrzymaniu czystego konta Kanonierów, dzięki czemu spotkanie zakończyło się remisem 0:0.
5 listopada Vermaelen strzelił drugiego gola w wygranym 3:0 meczu z West Bromwich Albion. Wystąpił także w zremisowanym spotkaniu 1-1 z Fulham 26 listopada, kiedy strzelił bramkę samobójczą w 65. minucie, ale odkupił swoje winy i trafił bramkę wyrównującą w 82. minucie dla Arsenalu, dzięki niemu wynieśli z tego spotkania punkt. 3 grudnia Vermaelen strzelił drugiego gola w spotkaniu przeciwko Wigan, wygrywając mecz 4-0. 12 marca 2012 Vermaelen strzelił zwycięską bramkę w 95. minucie przeciwko Newcastle United. Przebiegł całe boisko, aby strzelić gola po dośrodkowaniu Theo Walcotta. W następnym meczu zamienił dośrodkowanie z rzutu różnego Robina van Persiego w bramkę, zdobywając jedynego gola Arsenalu w wygranym 0-1 meczu z Evertonem na Goodison Park. 16 kwietnia 2012 roku doprowadził do strzelenia gola po dośrodkowaniu Tomáša Rosický'ego z Wigan Athletic, aby trafić honorową bramkę na 1-2, gdyż przeciwnik już wcześniej objął dwubramkowe prowadzenie. Menedżer Arsène Wenger nazwał go skałą defensywy, a jego współpraca z Laurentem Koscielnym nasiliła się, umożliwiając Arsenalowi budowanie defensywy.

#### 2012-13
W sierpniu 2012, Vermaelen został ogłoszony nowym kapitanem Arsenalu, zastępując Robina van Persiego, który odszedł do Manchesteru United.
11 grudnia 2012, Vermaelen nie trafił decydującego rzutu karnego w przegranym meczu w Pucharze Ligi, uderzając w słupek. Vermaelen strzelił wyrównującego gola Arsenalu w podstawowym czasie gry tego meczu. Jednak kiepsko radził sobie w trakcie sezonu, zwłaszcza w meczu z Manchesterem City i Liverpoolem.
Występy Vermaelena zmusiły Arsène'a Wengera do rezygnacji z niego i nie brał udziału w kluczowym meczu Ligi Mistrzów przeciwko Bayernowi Monachium na Allianz Arena. Arsenal wygrał 0-2, choć to nie wystarczyło, by awansować do kolejnej rundy. Natomiast był on pierwszym zespołem, który uniemożliwił Bayernowi zdobycie gola w tym sezonie, dzięki zapewnionej grze defensywy i rezerwowego bramkarza Łukasza Fabiańskiego. Per Mertesacker i Laurent Koscielny utworzyli świetną współpracę jako środkowi obrońcy w kolejnych meczach, aż do czerwonej kartki Mertesackera w meczu z West Bromwich Albion. 6 kwietnia 2013 trener dał Vermaelenowi szansę na powrót do drużyny. Arsenal utrzymał zwycięstwo 1-2. Z powodu zawieszenia Mertesackera Vermaelen był partnerem Koscielnego również w meczu z Norwich City 13 kwietnia, w którym Arsenal wygrał 3:1.

#### 2013-14
W dniu 17 maja 2014 roku Vermaelen zdobył swoje jedyne trofeum z Arsenalem jako rezerwowy w wygranym 3-2 meczu z Hull City w finale FFA Cup (2014).

### FC Barcelona
9 sierpnia 2014 Arsenal przyjął ofertę 15 milionów funtów od FC Barcelony za Vermaelena. Następnego dnia zakończył swoją współpracę z Arsenalem i podpisał pięcioletni kontrakt z nowym klubem. Vermaelen cierpiał z powodu kontuzji od czasu przeniesienia. Uważano, że jest gotowy na mecz Barcelony z APOEL-em FC w Lidze Mistrzów, ale został usunięty z drużyny. Przeszedł operację 2 grudnia 2014 z powodu nawracającego się urazu ścięgna podkolanowego i spodziewano się, że wróci do gry za około od czterech do sześciu miesięcy. Vermaelen zadebiutował w Barcelonie 23 maja 2015 w ostatnim meczu sezonu przeciwko Deportivo La Coruña, w którym grał przez 63 minuty, a następnie został zmieniony przez Douglasa w zremisowanym 2:2 spotkaniu na Camp Nou.
W drugim meczu drugiego sezonu w Barcelonie 29 sierpnia 2015 Vermaelen strzelił swojego pierwszego gola dla klubu, wykańczając sytuację po dośrodkowaniu z rzutu rożnego, w wygranym pojedynku z Málagą. Został później pochwalony przez trenera Luisa Enrique. Vermaelen był zmiennikiem Javiera Mascherano, wszedł w 81. minucie meczu 20 grudnia, gdy Barcelona wygrała finał Klubowych Mistrzostw Świata w 2015 roku przeciwko River Plate w Japonii.

### AS Roma (wypożyczenie)
8 sierpnia 2016 r. Barcelona wypożyczyłą Vermaelena na rok do Romy z opcją zakupu. 18 sierpnia 2016 Vermaelen zadebiutował w klubie z Rzymu w barażach kwalifikacyjnych do Ligi Mistrzów przeciwko FC Porto i został wyrzucony z boiska za dwa przewinienia po których otrzymał dwie żółte kartki, co zamieniło się w czerwoną kartkę. Vermaelen zszedł zaledwie po 41. minutach gry.
Podczas swojego pobytu w klubie Vermaelen zagrał tylko 607 minut z powodu kontuzji i wrócił do Barcelony pod koniec sezonu.

### FC Barcelona (powrót)
26 listopada 2017, Vermaelen wystąpił w pierwszym składzie w zremisowanym 1:1 meczu Barcelony z Valencią na Estadio Mestalla, zastępując zawieszonego za kartki Gerarda Piqué. Utrzymywał swoje miejsce na środku obrony przez siedem z ośmiu kolejnych spotkań, po czym doznał kontuzji, w tym wygranym spotkaniu Barcelony 3:0 na stadionie Estadio Santiago Bernabéu z Realem Madryt. 1 lipca 2019 roku wygasł jego kontrakt i został wolnym zawodnikiem.

### Vissel Kobe
27 lipca 2019 Vermaelen podpisał dwuipółletni kontrakt z Vissel Kobe. W klubie dołączył do dawnych kolegów z FC Barcelony Andrésa Iniesty i Sergiego Sampera oraz dawnego kolegi klubowego z Arsenalu Lukasa Podolskiego. 1 stycznia 2020 roku Vermaelen zdobył swoje pierwsze trofeum w Japonii, wychodząc od 1. minuty w wygranym 2:0 zwycięstwie Vissela Kobe nad Kashima Antlers w finale Emperor's Cup w 2019 roku.
8 lutego 2020, Vermaelen był jednym z dziewięciu piłkarzy, którzy nie trafili rzutu karnego w konkursie jedenastek Superpucharu Japonii. Jego kolega z zespołu Hotaru Yamaguchi ostatecznie strzelił swoją jedenastkę i doprowadził Vissel Kobe do zwycięstwa turnieju.
21 stycznia 2022 roku zakończył piłkarską karierę.

## Kariera reprezentacyjna
Vermaelen to były reprezentant młodzieżowy Belgii, brał udział w Mistrzostwach Europy U-21 w 2007. Zadebiutował w reprezentacji Belgii w wieku 20 lat przeciwko Luksemburgowi 1 marca 2006, wygrywając ten pojedynek 2:0. Grał w eliminacjach do Euro 2008 i wystąpił między innymi w przegranym 0:1 meczu z Polską. Belgia nie zagrała jednak na tym turnieju. Wystąpił natomiast na Igrzyskach Olimpijskich 2008. 8 października 2009 został mianowany kapitanem Belgii przed meczem z Turcją i Estonią w eliminacjach do Mistrzostw Świata 2010, ale niestety Belgom nie udało się zakwalifikować na ten turniej. Został powołany na mecz towarzyski z Węgrami 14 listopada 2009 roku. Strzelił wtedy swojego pierwszego gola dla swojego kraju, uderzając po dośrodkowaniu Edena Hazarda.
13 maja 2014, Vermaelen został powołany do kadry Belgii na Mistrzostwa Świata 2014. Pierwszy mecz na turnieju Belgia wygrała 2:1 z reprezentacją Algierii, Vermaelen ten mecz spędził na ławce rezerwowych. W pierwszym składzie zagrał w drugim meczu z Rosją, zastępując na lewej obronie Jana Vertonghena. Jednak po 31 minutach Vermaelen został zdjęty z boiska z powodu kontuzji i zastąpił go Vertonghen. Poprzez kontuzję, nie wystąpił już w żadnym spotkaniu tego turnieju.
Został powołany do kadry Belgii na Euro 2016. Na tym turnieju wystąpił we wszystkich meczach fazy grupowej. W 1/8 finału meczu z Węgrami, wygranego przez Belgów 4:0, Vermaelen otrzymał drugą żółtą kartkę w tym turnieju, przez co nie mógł zagrać w meczu z Walią, który ostatecznie Belgowie przegrali 3:1 i pożegnali się z turniejem.
21 maja 2018 Vermaelen został powołany przez ówczesnego trenera Belgii Roberto Martíneza na Mistrzostwa Świata 2018. Vermaelen wystąpił dopiero w trzecim meczu fazy grupowej z reprezentacją Anglii wychodząc w pierwszym składzie. Belgia wygrała ten mecz 1:0, a Vermaelen został zmieniony przez Vincenta Kompany'ego w 74. minucie spotkania. W 84. minucie meczu z Brazylią, wszedł na boisko zmieniając Nacera Chadli'ego, wygrywając 2:1.
W meczu o 3. miejsce z Anglią, Vermaelen wszedł na boisko w 39 minucie zmieniając kontuzjowanego Nacera Chadli'ego. Ostatecznie Belgią wygrała 2:0, zdobywając brązowy medal.
9 września 2019, zdobył swoją drugą bramkę dla kraju w meczu przeciwko Szkocji, ustanawiając wynik na 0:2 w 24. minucie. Ostatecznie spotkanie skończyło się wynikiem 0:4.
20 maja 2021 został powołony na Euro 2020. Wystąpił we wszystkich meczach fazy grupowej, wchodząc z ławki rezerwowych w wygranych spotkaniach z Rosją i z Danią. 21 czerwca 2021 roku, w trzecim meczu fazy grupowej z Finlandią, Vermaelen zaczął grać od 1. minuty spotkania. W 74. minucie uderzając głową w słupek, przyczynił się do zdobycia bramki, kiedy to bramkarz Finlandii Lukas Hradecky strzelił gola samobójczego. Spotkanie ostatecznie skończyło się 0:2. Zagrał od 1. minuty w wygranym 1:0 spotkaniu z reprezentacją Portugalii. Wyszedł w pierwszym składzie w przegranym spotkaniu z Włochami 2:1. Ostatecznie rozegrał pełne 90 minut, a Belgia odpadła z Euro 2020 w ćwierćfinale.

## Statystyki kariery

### Klubowe
(aktualne na dzień 31 maja 2021 roku)
| Klub                | Sezon              | Liga               | Liga  | Liga | Puchar kraju | Puchar kraju | Puchar ligi | Puchar ligi | Europa | Europa | Inne  | Inne | Suma  | Suma |
| Klub                | Sezon              | Liga               | Mecze | Gole | Mecze        | Gole         | Mecze       | Gole        | Mecze  | Gole   | Mecze | Gole | Mecze | Gole |
| ------------------- | ------------------ | ------------------ | ----- | ---- | ------------ | ------------ | ----------- | ----------- | ------ | ------ | ----- | ---- | ----- | ---- |
| AFC Ajax            | 2003/04            | Eredivisie         | 1     | 0    | 0            | 0            | –           | –           | 0      | 0      | -     | -    | 1     | 0    |
| AFC Ajax            | 2005/06            | Eredivisie         | 24    | 3    | 4            | 1            | –           | –           | 5      | 0      | 0     | 0    | 33    | 4    |
| AFC Ajax            | 2006/07            | Eredivisie         | 23    | 0    | 5            | 0            | –           | –           | 7      | 0      | 1     | 0    | 36    | 0    |
| AFC Ajax            | 2007/08            | Eredivisie         | 18    | 0    | 0            | 0            | –           | –           | 3      | 0      | 1     | 0    | 21    | 0    |
| AFC Ajax            | 2008/09            | Eredivisie         | 31    | 4    | 2            | 0            | –           | –           | 8      | 1      | –     | –    | 42    | 5    |
| AFC Ajax            | Ogólnie            | Ogólnie            | 97    | 7    | 11           | 1            | -           | -           | 23     | 1      | 2     | 0    | 133   | 9    |
| RKC Waalwijk (wyp.) | 2004/05            | Eredivisie         | 13    | 2    | 1            | 0            | –           | –           | –      | –      | -     | -    | 14    | 2    |
| Arsenal             | 2009/10            | Premier League     | 33    | 7    | 1            | 0            | 0           | 0           | 11     | 1      | –     | –    | 45    | 8    |
| Arsenal             | 2010/11            | Premier League     | 5     | 0    | 0            | 0            | 0           | 0           | 0      | 0      | –     | –    | 5     | 0    |
| Arsenal             | 2011/12            | Premier League     | 29    | 6    | 2            | 0            | 2           | 0           | 7      | 0      | –     | –    | 40    | 6    |
| Arsenal             | 2012/13            | Premier League     | 29    | 0    | 2            | 0            | 1           | 0           | 7      | 0      | –     | –    | 39    | 1    |
| Arsenal             | 2013/14            | Premier League     | 14    | 0    | 3            | 0            | 2           | 0           | 2      | 0      | –     | –    | 21    | 0    |
| Arsenal             | Ogólnie            | Ogólnie            | 110   | 13   | 8            | 0            | 5           | 1           | 27     | 1      | -     | -    | 150   | 15   |
| FC Barcelona        | 2014/15            | Primera División   | 1     | 0    | 0            | 0            | –           | –           | 0      | 0      | –     | –    | 1     | 0    |
| FC Barcelona        | 2015/16            | Primera División   | 10    | 1    | 5            | 0            | –           | –           | 3      | 0      | 2     | 0    | 20    | 1    |
| FC Barcelona        | 2017/18            | Primera División   | 14    | 0    | 5            | 0            | –           | –           | 1      | 0      | 0     | 0    | 20    | 0    |
| FC Barcelona        | 2018/19            | Primera División   | 9     | 0    | 1            | 0            | –           | –           | 2      | 0      | 0     | 0    | 12    | 0    |
| FC Barcelona        | Ogólnie            | Ogólnie            | 34    | 1    | 11           | 0            | -           | -           | 6      | 0      | 2     | 0    | 53    | 1    |
| AS Roma (wyp.)      | 2016/17            | Serie A            | 9     | 0    | 0            | 0            | –           | –           | 3      | 0      | –     | –    | 12    | 0    |
| Vissel Kobe         | 2019               | J1 League          | 8     | 0    | 4            | 0            | 0           | 0           | —      | —      | —     | —    | 12    | 0    |
| Vissel Kobe         | 2020               | J1 League          | 14    | 0    | 0            | 0            | 0           | 0           | 7      | 0      | 1     | 0    | 22    | 0    |
| Vissel Kobe         | 2021               | J1 League          | 9     | 1    | 0            | 0            | 0           | 0           | —      | —      | —     | —    | 9     | 1    |
| Vissel Kobe         | Ogólnie            | Ogólnie            | 31    | 1    | 4            | 0            | 0           | 0           | 7      | 0      | 1     | 0    | 43    | 1    |
| Ogólnie w karierze  | Ogólnie w karierze | Ogólnie w karierze | 294   | 24   | 35           | 1            | 5           | 1           | 66     | 2      | 5     | 0    | 405   | 28   |

### Reprezentacyjne
(Stan na 5 lipca 2021)
| Reprezentacja | Rok     | Występy | Gole |
| ------------- | ------- | ------- | ---- |
| Belgia        | 2006    | 6       | 0    |
| Belgia        | 2007    | 5       | 0    |
| Belgia        | 2008    | 5       | 0    |
| Belgia        | 2009    | 11      | 1    |
| Belgia        | 2010    | 4       | 0    |
| Belgia        | 2011    | 2       | 0    |
| Belgia        | 2012    | 7       | 0    |
| Belgia        | 2013    | 6       | 0    |
| Belgia        | 2014    | 3       | 0    |
| Belgia        | 2015    | 2       | 0    |
| Belgia        | 2016    | 8       | 0    |
| Belgia        | 2017    | 6       | 0    |
| Belgia        | 2018    | 6       | 0    |
| Belgia        | 2019    | 7       | 1    |
| Belgia        | 2020    | 0       | 0    |
| Belgia        | 2021    | 7       | 0    |
| Łącznie       | Łącznie | 85      | 2    |

## Sukcesy
AFC Ajax
- Mistrzostwo Holandii: 2003/04
- Puchar Holandii (2x): 2005/06, 2006/07
- Superpuchar Holandii (2x): 2006, 2007

Arsenal
- Puchar Anglii: 2013/14

FC Barcelona
- Mistrzostwo Hiszpanii (4x): 2014/15, 2015/16, 2017/18, 2018/19
- Puchar Króla (3x): 2014/15, 2015/16, 2017/18
- Superpuchar Hiszpanii: 2018
- Liga Mistrzów: 2014/15
- Superpuchar Europy UEFA: 2015
- Klubowe Mistrzostwa Świata: 2015

Indywidualne
- Jedenastka sezonu Premier League według PFA: 2009/10